# WTA Tournament of Champions
WTA Tournament of Champions, oficiálně se jménem sponzora Garanti Koza Tournament of Champions a česky také označovaný jako Turnaj šampionek, byl profesionální ženský turnaj v tenise hraný v sezónách 2009–2014. 
Spolu s WTA Tour Championships (turnajem mistryň) z kategorie WTA Premier, představoval jednu ze dvou závěrečných událostí sezóny WTA Tour, a to v nižší kategorii International. Turnaj nahradil Commonwealth Bank Tennis Classic, který se konal v letech 1994–2008 v Indonésii (kategorie Tier III).
Od roku 2015 byl turnaj nahrazen novou závěrečnou událostí s jiným formátem – WTA Elite Trophy.

## Historie
V roce 2009 se jej účastnilo dvanáct tenistek a v letech 2010–2014 v něm hrálo pouze osm hráček ve dvouhře. Do turnaje nastupovaly nejvýše postavené tenistky žebříčku WTA, které v aktuální sezóně vyhrály alespoň jeden turnaj z této kategorie a přitom se nezúčastnily předcházejícího WTA Tour Championships, a to ani jako náhradnice. Dvě místa obsazovaly hráčky, které od organizátorů obdržely divokou kartu.
Celková dotace turnaje činila 750 000 dolarů. Hráčka, která dříve vyhrála v průběhu sezóny 3 turnaje kategorie International a zároveň tento finálový turnaj, mohla získat bonus 1 000 000 dolarů. Ženská tenisová asociace v roce 2013 potvrdila, že pro daný ročník, nebyl bonus vypsán. Tato kritéria by danou sezónu jako první splnila Rumunka Simona Halepová.
V letech 2012–2014 se turnaj konal v bulharském hlavním městě Sofii. V období 2009–2011 bylo prvním dějištěm indonéské Bali a událost se hrála pod názvem Commonwealth Bank Tournament of Champions. V roce byl oficiální název Qatar Airways Tournament of Champions a od roku 2013 je jím Garanti Koza Tournament of Champions.
Soutěž dvouhry byla uspořádána ve formátu osmi hráček, z nichž každá odehrála tři vzájemné zápasy v jedné ze dvou čtyřčlenných základních skupin. Bulharští organizátoři zvolili za názvy skupin historická označení Sofie – Serdika a Sredets. První dvě tenistky z každé skupiny postoupily do semifinále, které bylo hráno vyřazovacím systémem pavouka. První ze skupiny Serdika se utkala s druhou ze skupiny Sredets a naopak. Vítězky semifinále pak odehrály finálový duel o vítězství v turnaji.

## Místo konání
| Místo                     | roky      | aréna                                | povrch       | kapacita |
| ------------------------- | --------- | ------------------------------------ | ------------ | -------- |
| Nusa Dua, Bali, Indonésie | 2009–2011 | Bali International Convention Centre | tvrdý / hala | 8 000    |
| Sofie, Bulharsko          | 2012–2014 | Armeets Arena                        | tvrdý / hala | 13 545   |

## Přehled finále

### Dvouhra
| Místo | Rok  | Vítězka            | Finalistka                    | Výsledek      |
| Sofie | 2014 | Andrea Petkovicová | Flavia Pennettaová            | 1–6, 6–4, 6–3 |
| Sofie | 2013 | Simona Halepová    | Samantha Stosurová            | 2–6, 6–2, 6–2 |
| Sofie | 2012 | Naděžda Petrovová  | Caroline Wozniacká            | 6–2, 6–1      |
| Bali  | 2011 | Ana Ivanovićová    | Anabel Medinaová Garriguesová | 6–3, 6–0      |
| Bali  | 2010 | Ana Ivanovićová    | Alisa Klejbanovová            | 6–2, 7–6(7–5) |
| Bali  | 2009 | Aravane Rezaïová   | Marion Bartoliová             | 7–5 skreč     |